# Contea di Custer (Montana)
La contea di Custer (in inglese Custer County) è una contea del Montana, negli Stati Uniti. Il suo capoluogo amministrativo è Miles City.

## Geografia fisica
La contea si trova nel sud-est dello Stato e ha un'area di 9824 km² di cui lo 0,27% è coperto d'acqua.

### Contee confinanti
- Contea di Prairie - nord
- Contea di Fallon - est
- Contea di Carter - sud-est
- Contea di Powder River - sud
- Contea di Rosebud - ovest
- Contea di Garfield - nord-ovest

## Storia

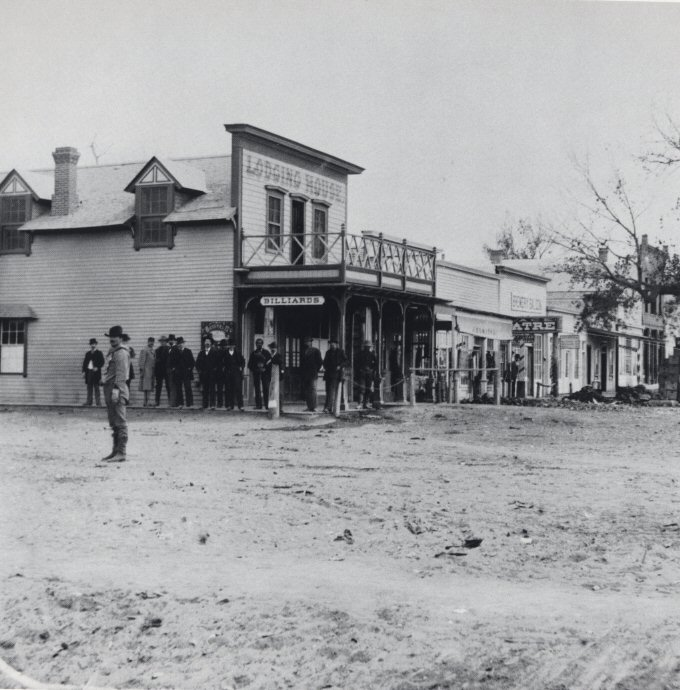
Miles City Montana, 1881

La contea di Custer originariamente faceva parte della contea di Big Horn. Quest'ultima nel 1869 venne divisa in due: la parte nord divenne la contea di Dawson e la sud rimase Big Horn. Nel 1877 la contea di Dawson venne rinominata Custer in onore del generale George Armstrong Custer, ed ebbe il suo primo governo. In seguito alcune parti vennero sottratte per formare nuove contee.
La zona era abitata dalle tribù indigene nomadi che alle origini, prima dell'arrivo dei bisonti, si ritiene cacciassero i mammut. Centinaia di anni dopo, molte tribù di nativi americani abitarono le praterie erbose dell'area prima di essere spinti ad ovest dall'arrivo delle forze militari dall'est; tra le principali vi sono i Crow, i Cheyenne e gli Oglala Sioux.

### Evoluzione demografica

Situazione demografica

## Città principali
- Ismay - town
- Miles City (capoluogo) - city

## Strade principali
- Interstate 94
- U.S. Route 12
- Montana Highway 59

## Musei
- Range Riders Museum, su visitmt.com. URL consultato il 29 maggio 2007 (archiviato dall'url originale il 27 settembre 2007).
- Custer County Art Center, su ccac.milescity.org. URL consultato il 29 maggio 2007 (archiviato dall'url originale il 7 giugno 2007).